# Stăuceni (Rumänien)
Stăuceni ist eine Gemeinde im Osten Rumäniens im Kreis Botoșani.